# FEATUREWORLD
『FEATUREWORLD』（フィーチャーワールド）はコナミデジタルエンタテインメントより発売されたネットワーク通信対応のビデオスロットタイプのメダルゲームである。この機能を搭載されたビデオスロットゲーム機シリーズの事を総称して『FEATUREWORLDシリーズ』と呼ばれている。

## 概要
従来のビデオスロットゲーム機にe-AMUSEMENT PASS（2代目まで）を対応させて全国のプレイヤーと共通マップにてジャックポット争奪を行ったり、ビデオスロットゲーム機としては業界初の全国のプレイヤーの高額獲得枚数ランキングを搭載されている。また「MILLIONET」に関してはミリオンジャックポットの参加はe-AMUSEMENT PASSを使わなくても可能である。ミリオンキーパーにも対応しているのでメダルの引き出し預け入れもできる。
この機能が搭載されたビデオスロットゲーム機は3機種発売された。
なお、オリジナルの筐体は携帯電話によるe-AMUSEMENT認証サービス開始前であったためにe-AMUSEMENT PASSカードしか対応していない（カードスロット方式）が、それに対応した『ラブプラスMEDAL』の筐体（非接触カードリーダー方式）をこのシリーズにコンバートしたもの（通称LP筐体）が登場しており、こちらは携帯電話での認証も対応している。
2016年4月発売の3代目e-AMUSEMENT PASSおよびAmusement ICは、3機種とも使用できない（LP筐体は対応）。

## 機種
Twinkle Drop
- FEATUREWORLDシリーズ第一弾のビデオスロットゲーム。1BET 8ライン、タテ3マス×ヨコ3マスのスロットマシン
- ラインが揃ったり、ライン以外でも同じシンボルが3つ繋がったらシンボルが消え、上からシンボルが落ち、それによる連鎖が発生する。

Panic Pirates
FEATUREWORLDシリーズ第二弾のビデオスロットゲーム。1BET 1ライン（最大9ラインBET）タテ3マス×ヨコ5マスのスロットマシン
悪魔城ドラキュラ THE MEDAL
- FEATUREWORLDシリーズ第三弾のビデオスロットゲーム。1BET 1ライン（最大3ラインBET）タテ3マス×ヨコ5マスのスロットマシン
- この機種はe-AMUSEMENT PASSエントリー時の音楽が他の機種とは異なり、ゲームオリジナルの音楽が使用されている。
- 『悪魔城ドラキュラ THE ARCADE』とe-AMUSEMENT PASSの機能が連動していたが、2011年9月30日をもって、悪魔城ドラキュラ THE ARCADEのオンラインサービスが終了したことに伴い、連動も終了している。

## FEATUREWORLD GAME
どの機種においても、プレイ中に真ん中のマスに「FEATUREWORLD」が出現することがある。これが出現すると「FEATUREWORLD GAME」に突入する。すごろくゲームの要領でルーレットをまわし、止めたときの数字の分だけ進む。とまったマスによって特典が得られる。
- ×○○WIN

BET数×○○（書かれている数字）分のWINを獲得。
- ルーレット×○○WIN

再びルーレットを回して止めて、BET数×ルーレットの数字×○○（書かれている数字）分のWINを獲得。
- JP+○○

対応する色のジャックポットに書かれている数字が加算される。配当なし。
- JP

ランプが1つ点灯。ランプは4つあり、3つ点灯している場合は「CHANCE！」と表示されており、その時にとまればジャックポットを獲得。それ以外の場合は配当なし。
マップは4種類存在し、ジャックポットを獲得するたびに変更が可能である。また、各ジャックポットの配当、ランプの数はゲーム中ではプレイするときまでわからないが、公式ホームページをみることでいつでも確認することが出来る。
この「FEATUREWORLD GAME」はe-AMUSEMENT PASS使用時のみプレイ可能で、カードを使用していなかった場合はBET数×10分のWINを獲得できる。またこのとき、カード使用を推奨する案内も表示される。